# Национальный историко-этнографический заповедник «Переяслав»
Национальный историко-этнографический заповедник «Переяслав» (НИЭЗ «Переяслав») — один из крупнейших музейных комплексов (заповедников) Украины (общая площадь — 3050 га).
В его состав входят территории города Переяслава, его окрестностей и бывшего Переяслав-Хмельницкого района, вокруг которых определены охранные зоны. Заповедник существует на базе памятников истории и культуры, различных коллекций, имеющих большое историческое и художественное значение. В его состав входят более 400 объектов и памятников культурного наследия.

## История
Город Переяслав имеет давнюю и выдающуюся историю. По данным русских летописей, он был третьим крупным городом древнерусского государства — после Киева и Чернигова. А Переяславское княжество играло важную роль южного форпоста на пути набегов степных кочевников на Киев.
В начале 1950-х годов краеведческий музей занимал всего три комнаты в родовом доме друга Тараса Шевченко — местного врача А. Козачковского. Через три года была создана новая экспозиция, открытие которой состоялось 13 апреля 1954 года — к празднованию юбилейной даты — «300-летия воссоединения Украины с Россией». В этом же году решением Совета Министров УССР музею присвоили III республиканскую категорию и дали название «Переяслав-Хмельницкий государственный исторический музей».
На базе этого учреждения и созданного им комплекса памятников в 1979 году был согласно постановлению Совета Министров УССР был образован Государственный историко-культурный заповедник, переименованный 15 марта 1999 года постановлением Кабинета Министров Украины в историко-этнографический.
Статус национального заповедника предоставлен Указом Президента Украины от 1 июня 1999 года.
Первым директором заповедника был Заслуженный работник культуры Украины, лауреат Национальной премии Украины имени Тараса Шевченко, Герой Украины Михаил Иванович Сикорский (с 1951 по 2008 годы).

## Деятельность
В его составе 371 недвижимый памятник истории и архитектуры украинского народа, 24 тематических музея различных профилей, большинство из которых размещается в памятниках архитектуры (церкви, бывшие мещанские и помещичьи дома, крестьянские избы и другие сооружения).
Основной музейный фонд заповедника составляет более 180 тысяч единиц хранения. Среди них: уникальная археологическая коллекция, коллекция казацкого периода XVI—XVII веков (1800 единиц), коллекции старопечатных книг XVI—XVIII веков (10 тыс. штук).
С целью научного изучения, сохранения и популяризации музейных коллекций работники заповедника осуществляют исследовательскую, поисковую и экспозиционно-просветительскую работу. Её результаты обсуждаются на научно-практических конференциях, проходящих в заповеднике и публикуются в его печатных изданиях (Научные записки «Pereyaslavika»). Систематически проводятся циклы лекций и экскурсий по материалам музейных собраний, устраиваются обрядовые действа и тематические выставки к Рождеству, Пасхе, Зеленой неделе.
Генеральным директором заповедника в настоящее время является Долгошея Павел Александрович (укр. Довгошия Павло Олександрович; род. 1968).

## Управление
Заповедник «Переяслав» относится к сфере управления Министерства культуры Украины. Управление осуществляет Департамент культурного наследия и культурных ценностей.